# Jerry Heidenreich
Jerry Heidenreich (n. 4 februarie 1950, Tulsa, Oklahoma, SUA – d. 18 aprilie 2002, Paris⁠(d), Texas, SUA) a fost un înotător american, medaliat olimpic. A participat la o ediție a Jocurilor Olimpice (1972) în care a câștigat 3 medalii de aur, o medalie de argint și o medalie de bronz.